# El misterio del agua
El misterio del agua (orig. It. lI segreto dell´acqua) es una serie italiana televisada por Rai 1 desde el  11 de septiembre de 2011. La serie consta de seis episodios, transmitidos en seis noches.

Rai Fiction logo

## Trama
Angelo Caronia es un excelente joven detective del Servicio Central Operativo de Roma. Fascinador, racional y seguro de sí mismo, Caronia tiene éxito en el trabajo y con las mujeres. Pero tiene un carácter áspero y es incapaz de integrarse en el grupo de colegas. De hecho, su arrogancia hace que lo transfieran a una comisaría de la periferia de Palermo.
Su seguridad empieza a vacilar cuando le vienen a la mente recuerdos del pasado. Volver a Palermo para Caronia significa afrontar sus fantasmas, volver a la ciudad donde nació y creció, a los crímenes cometidos con Blasco Santocastro, con quien no está en contacto desde hace años. Pero su retorno significa sobre todo enfrentarse a su padre, Ruggero Santocastro, un empresario sin principios con un pasado mafioso. Durante las noches pasadas en blanco confía sus problemas al psicoanalista que lo ayudará en su camino personal y profesional.
Angelo se encuentra en una ciudad afectada por violentas manifestaciones de protesta a causa de la falta de agua e investiga sobre una serie de delitos. Pocas semanas después de su llegada se verifican dos homicidios que, a simple vista, no tienen relación: el cadáver de un joven africano es hallado en la playa y un fontanero experto envuelto en carreras de caballos clandestinas, es hallado muerto en una cisterna. Además un importante ingeniero de Obras Públicas palermitano muere en extraňas circunstancias. 
En compañía de su nuevo equipo laboral que poco a poco sigue conociendo y apreciando, y gracias a su individual método de indagar basado en la intuición, Angelo queda envuelto en una investigación complicadísima en una pequeña isla de Egadi en Túnez. Pero no es solo la vida laboral la que se le va complicando sino también la vida personal, que no es para menos. Se da cuenta de que su relación con la colega Daniela Gemma se hace siempre más profunda pero, sin embargo, luego resulta ser la novia de Blasco. Así, Angelo se encuentra, contra su voluntad, inmmerso en el pasado.
Entretanto, las investigaciones continúan y el equipo descubre que los homicidios están relacionados entre ellos y, de alguna manera, vinculados con el misterio de la desaparicón del agua en Palermo. Angelo pide ayuda a Adele Diamante, mujer que lo salvó da la delincuencia y para él es como una madre. Al mismo tiempo empieza a hacer investigaciones con un único motivo – devolver el agua a la ciudad. 
Después de realizar varias persecuciones, pistas falsas y traiciones, Angelo y su equipo logran resolver los casos de homicidios y poner en claro el misterio del agua.

## Episodios

### La vuelta
Después de una riña con los colegas en la sede de SCO de Roma, Angelo Caronia, quien se niega a pedir disculpas, es transferido un mes a Palermo para dirigir una pequeña comisaría en la periferia de Tracina.
A su llegada al aeropuerto lo espera la detective Daniela Gemma. Inmediatamente se percibe entre ellos una fuerte atracción. A la entrada de Palermo, Caronia se encuentra en una manifestación contra la falta del agua. Caronia nunca ha estado a cargo de este tipo de operaciones, puesto que es un agudo investigador intelectual, amante de libros y del Caravaggio. 
Luego, en la comisaría, conoce al equipo que tendrá que dirigir. Se trata de un grupo de agentes desmotivados y hostiles al perfeccionismo de su nuevo superior: Sergio Basso [el más joven y con problemas con la mafia]; Ettore Borghesan [transferido a esa unidad por sus problemas, ya superados, con el alcohol]; Marcello Ascalone [con un padre inválido] y Valerio Corallo [un hombre de mediana edad con esposa e hijo].
En su primer día como jefe aparece el cadáver de un inmigrante africano que parece haber muerto ahogado producto de pesca ilegal; sin embargo, Caronia sospecha otra cosa y pone a trabajar a su equipo.

### La ciudad sedienta
Angelo Caronia está obligado a quedarse en Palermo. Comienza por decidir entender por qué el agua no llega a la parte oeste de la ciudad, pero pronto ocurre un nuevo homicidio en que muere un experto fontanero quien, como luego descubre Caronia, habitualmente practicaba usura.
A Daniela Gemma, los nuevos métodos de Caronia y su persona le impulsan el interés. A pesar de ser la novia del hermanastro, entre ella y Angelo es palpable una fuerte atracción.
Caronia, entretanto, llega a conocer nuevos elementos sobre los motivos de la falta del agua en Palermo. Parece que las intervenciones de mantenimiento han sido imposibles por hurto de los mapas que mostraban el conducto de agua en el cuadrante oeste. Angelo logra procurarse los materiales y los trae a Adele Diamante pidiéndole ayuda. Adele es una profesora jubilada de 58 años que ayuda a los jóvenes a salir de la delincuencia.

### El mapa desaparecido
Después de ser interrogado, Elio Ferrante, el ingeniero de Obras Públicas que Angelo piensa que asesinó al fontanero, muere en un Torneo de tenis mientras jugaba al squash. Angelo sospecha que la muerte de Ferrante está asociada de algún modo con los casos de antes pero la autopsia revela que la causa, por la que el ingeniero murió, fue un ataque cardíaco.
Los hombres del equipo , hasta ahora hostiles al modo de trabajo de su superior, no quieren parar de indagar e intentan entender que sucedió realmente aquella noche en el club de tenis. A Angelo, este resultado le satisfece y centra su atención en Adele que se dedica a la cuestión de escasez del agua. Apoyado por el psicoanalista, se encuentra con su padre, Ruggero Santocastro, hoy un hombre tranquilo que no tiene nada que hacer con la mafia, o por lo menos así parece.

### La Natividad
Daniela le dice a su amiga que teme estar embarazada y no saber quién es el padre: Blasco, con quien acaba de romper, o su jefe Angelo, que la sedujo una sola vez.
Angelo prosigue en la búsqueda del desaparecido Luigi Lo Jacona, un ingeniero titulado, responsable de la construcción de obras hidráulicas importantes en una ciudad tunecina de Refah. Angelo, acostumbrado a transformar las sensaciones en pruebas, piensa que es probable que Lo Jacona, sintiéndose en peligro, pudiera haber huido allí. Por eso, parte con dos colegas para Túnez, aunque llegan tarde. Lo Jacona es declarado muerto en un incendio. Entre los objetos personales de la víctima, entregados por la Policía tunecina, Angelo halla un tubo metálico que contiene los mapas desaparecidos del acueducto palermitano. De regreso en Palermo y siguiendo el trazado del mapa, Caronia y sus hombres encuentran, oculto en el antiguo acuéducto, una famosa pintura robada: La Natividad de Caravaggio. Este gran hallazgo permite que Caronia sea llamado de regreso a Roma. Ruggero Santocastro, es quien puso el cuadro en el lugar para ser encontrado, en el afán de librarse de la presencia de Caronia.

### El viejo y las piedras
Mientras Angelo Caronia vuelve a Palermo, firmemente convencido de que Lo Jacona todavía vive, Adele Diamante descubre que el antiguo acueducto árabe podría esconder las respuestas a la crisis de la ciudad. Informa al joven policía, Sergio Basso, quien pertenece al equipo de Caronia pero el policía intenta bajarle el perfil a lo que la mujer le informa. Basso llama a Romano [el criminal responsable de todos los delitos, el hombre sin oreja] para informarle de lo que Adele ha descubierto en un intento de saldar sus cuentas con la mafia. Así, cuando la mujer se dirige hacia el subterráneo por cuenta propia, es sorprendida y asesinada por Romano. Angelo, recién llegado a Palermo, teme por la integridad de Adele [su querida exprofesora] y comienza una intensa búsqueda. El cadáver de la mujer aparece en un embalse. Para Angelo es un dolor terrible, que es parcialmente paliado gracias a la cercanía de su equipo. 
Un nuevo impulso a la investigación refleja que el ingeniero Elio Ferrante estaba a punto de realizar un enorme complejo de edificios en la localidad de Pietre Varate, el pueblo en donde Angelo pasó su infancia, y desde siempre afectado por la falta de agua. Además se descubre que detrás de este proyecto se esconde la sombra inquietante de su padre.

### Dos hermanos
En el último episodio, el equipo de Angelo Caronia y el asesino Romano se enfrentan. Durante el conflicto armado, Sergio Basso muere,  escudando a Caronia que, al final, logra asesinar a Romano.
Cuando Daniela recibe la información sobre la muerte de Basso va a la comisaría para compartir el sufrimiento con los demás. Después,  Angelo la acompaňa a casa, le da una respuesta que la trae de cabeza: sí, aquella semejanza que ella ha notado entre Angelo y Blasco es una semejanza de dos hermanos.
Angelo vuelve al trabajo. Sabe que el viejo Santocastro está envuelto en todo hasta el cuello pero le faltan las pruebas. Por tanto, quiere buscar a Lo Jacona – la única persona que conoce la verdad. Al saber que el ingeniero se ha escondido en una isla siciliana, lo sigue hasta allí. Por desgracia, llega tarde, porque el sospechoso, temiendo la intervención policial, huye hacia el mar, donde tropieza y fallece tras los escollos.
En casa del muerto, Angelo encuentra una parte de un mapa que contiene un trazado enigmático, el mismo que dentro de pocas horas encontrará también tras los materiales que estudiaba Adele. Caronia pone los trazados hallados sobre el mapa del acueducto ciudadano y finalmente comprende que el acueducto de Palermo oeste ha sido modificado para que el agua derivara su dirección hacia el nuevo complejo turístico en Pietre Varate. ¿Pero quién está detrás de este proyecto infame que daňa a los palermitanos?

## Reparto actoral
- Riccardo Scamarcio - Angelo Caronia
- Valentina Lodovini - Daniela Gemma
- Michele Riondino - Blasco Santocastro
- Luigi Burruano - Ruggero Sntocastro
- Lucia Sardo - Adele Diamante
- Dario Aita - Sergio Basso
- Massimiliano Gallo - Romano
- Fabrizio Ferracane - Luigi Lo Jacona